# Людвіг Мадяр
Людвіг Гнатович Мадяр (нім. Ludwig Magyar) або Лайош Мадяр (угор. Magyar Lajos, справжнє ім'я — Лайош Мільхофер або Мільгорф, 25 листопада 1891, Іштванді, комітат Шомодь — 2 листопада 1937, СРСР) — угорський історик-китаєзнавець, політолог, економіст, журналіст і революціонер-марксист.

## Біографія
Народився в сім'ї торговця. За професією був журналістом, в 1910—1911 роки співпрацював в «Pécsi Hírlap», потім сім років у «Világ». Взяв активну участь у створенні Угорської Радянської Республіки, після падіння якої був заарештований і засуджений до 15 років в'язниці. 1922 року, після трьох років в'язниці, в рамках обміну ув'язненими між Угорщиною і СРСР виїхав до Радянського Союзу, де того року вступив у РКП (б). У 1922—1926 роках працював у ТАСС, газеті «Правда». У 1926—1927 роках — на дипломатичній роботі в Китаї. Після повернення в Москву зайнявся науковою та викладацькою діяльністю.
Заарештований як «зінов'євець» за звинуваченням у причетності до вбивства Кірова 1935 року. 2 листопада 1937 року засуджений ВКВС до найнайвищої кари і розстріляний. Реабілітований 1956 року.
Дружина Людвіга Мадяра — акторка Бланка Пейча, яка пережила страченого чоловіка на 51 рік — 1986 року заснувала на батьківщині Премію імені Лайоша Мадяра, яку присуджують в галузі журналістики.

## Наукова діяльність
Займався вивченням соціально-економічних проблем Китаю, Близького і Середнього Сходу, Індії. Брав активну участь у дискусії про азійський спосіб виробництва.

## Книги
- Magyar Lajos, ésői tudósitások. — Bdpst, 1966.